# Liste der Bodendenkmäler in Vestenbergsgreuth
Auf dieser Seite sind die Bodendenkmäler in dem mittelfränkischen Markt Vestenbergsgreuth zusammengestellt. Diese Tabelle ist eine Teilliste der Liste der Bodendenkmäler in Bayern. Grundlage ist die Bayerische Denkmalliste, die auf Basis des Bayerischen Denkmalschutzgesetzes vom 1. Oktober 1973 erstmals erstellt wurde und seither durch das Bayerische Landesamt für Denkmalpflege geführt wird. Die folgenden Angaben ersetzen nicht die rechtsverbindliche Auskunft der Denkmalschutzbehörde.

## Bodendenkmäler in Vestenbergsgreuth
| Lage                         | Objekt | Akten-Nr.     | Bild |
| ---------------------------- | --- | ------------- | ---- |
| Vestenbergsgreuth (Standort) | Archäologische Befunde im Bereich der ehem., teilzerstörten Turmhügelburg des Mittelalters. | D-5-6229-0001 |      |
| Vestenbergsgreuth (Standort) | Hoch- und spätmittelalterliche Befunde im Bereich des Bauernguts Burgweisach und seiner Vorgängerbauten.                                                                                              | D-5-6229-0025 |      |
| Münchsteinach (Standort)     | Bestattungsplatz vorgeschichtlicher Zeitstellung mit Grabhügel. | D-5-6329-0046 |      |
| Uehlfeld (Standort)          | Bestattungsplatz vorgeschichtlicher Zeitstellung mit Grabhügel. | D-5-6329-0062 |      |
| Vestenbergsgreuth (Standort) | Mittelalterliche und frühneuzeitliche Befunde im Bereich des Schlosses und Schlosshofes von Vestenbergsgreuth.                                                                                        | D-5-6329-0089 |      |
| Vestenbergsgreuth (Standort) | Mittelalterliche und frühneuzeitliche Befunde im Bereich des ehem. Schlosses von Dutendorf. | D-5-6329-0092 |      |
| Vestenbergsgreuth (Standort) | Mittelalterliche und frühneuzeitliche Befunde im Bereich der Evang.-Luth. Pfarrkirche von Kleinweisach und ihrer Vorgängerbauten.                                                                     | D-5-6329-0101 |      |
| Vestenbergsgreuth (Standort) | Mittelalterliche und frühneuzeitliche Befunde sowie Bestattungen im Bereich der Evang.-Luth. Filialkirche von Pretzdorf, ihrer Vorgängerbauten einschließlich umfriedetem Kirchhof mit Körpergräbern. | D-5-6329-0103 |      |
| Vestenbergsgreuth (Standort) | Bestattungsplatz der Hallstattzeit mit Grabhügeln. | D-5-6330-0001 |      |
| Vestenbergsgreuth (Standort) | Siedlung der Bronzezeit. | D-5-6330-0064 |      |